# Блерио (спутник)
Блерио является минилуной Сатурна, конкретно пропеллером «Транс-Энке». Его радиус составляет менее 1000 м. Он движется по орбите 134 912 км от центра Сатурна, во внешней части кольца А, вне деления Энке (отсюда и название «Транс-Энке»).
Он назван в честь французского авиатора Луи Блерио начала XX века.